# GPS eXchange Format
GPX o GPS eXchange Format è uno schema XML progettato per il trasferimento di dati GPS tra applicazioni software.
Può essere usato per descrivere waypoint (punti), tracce e percorsi (routes).
I suoi tag contengono queste tipologie di informazioni: location (luogo), elevation (elevazione), e time (tempo).
Questo fa sì che possa essere utilizzato come formato di interscambio fra ricevitori GPS e pacchetti software.
Le applicazioni per computer permettono ai loro utenti di vedere i loro tracciati sulle mappe o su immagini satellitari (come Google Earth) e geolocalizzare le fotografie con i metadati di Exif (GpicSync).
Il formato è aperto e si è imposto come standard de facto.

## Tipo di dati

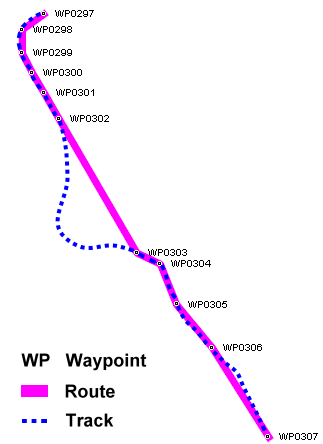

Il formato GPX presenta un insieme di punti che può essere senza alcuna relazione sequenziale, oppure ordinati.
Nel primo caso si parla di waypoints, nel secondo di tracks (tracce) o routes (percorsi).
I waypoints sono dei singoli punti di cui si conoscono le coordinate di latitudine e longitudine più l'elevazione (altitudine espressa in metri).
Tracce e routes invece si presentano come un insieme di punti sequenziali, nel primo caso vengono archiviate informazioni spazio-temporali (il percorso fatto dal dispositivo/ricevitore GPS attraverso le coordinate geografiche, l'elevazione e la marcatura temporale - timestamp), il secondo invece si occupa solo di registrare le informazioni geografiche al fine di fornire percorsi utili a terzi (es. sentieri o percorsi stradali).
Le proprietà indispensabili presenti in un file GPX sono la latitudine e la longitudine di un singolo waypoint. Tutte le altre variabili sono opzionali.

## Esempio di documento GPX
Il seguente testo rappresenta un file GPX prodotto da un dispositivo GPS Garmin Oregon 400t che per questioni di spazio è stato troncato con lo scopo di offrire una breve idea di come questo formato è fatto.
Nell'esempio qui riportato non sono rappresentate tutte le informazioni che possono essere archiviate nel formato GPX, infatti non sono presenti waypoint, ma solo una parte di una traccia (non un percorso). Il time è in UTC.
```
<?xml version="1.0" encoding="UTF-8" standalone="no" ?>

<gpx
 
xmlns=
"http://www.topografix.com/GPX/1/1"
 
xmlns:gpxx=
"http://www.garmin.com/xmlschemas/GpxExtensions/v3"
 
xmlns:gpxtpx=
"http://www.garmin.com/xmlschemas/TrackPointExtension/v1"
 
creator=
"Oregon 400t"
 
version=
"1.1"
 
xmlns:xsi=
"http://www.w3.org/2001/XMLSchema-instance"
 
xsi:schemaLocation=
"http://www.topografix.com/GPX/1/1 http://www.topografix.com/GPX/1/1/gpx.xsd http://www.garmin.com/xmlschemas/GpxExtensions/v3 http://www.garmin.com/xmlschemas/GpxExtensionsv3.xsd http://www.garmin.com/xmlschemas/TrackPointExtension/v1 http://www.garmin.com/xmlschemas/TrackPointExtensionv1.xsd"
>

  
<metadata>

    
<link
 
href=
"http://www.garmin.com"
>

      
<text>
Garmin
 
International
</text>

    
</link>

    
<time>
2009-10-17T22:58:43Z
</time>

  
</metadata>

  
<trk>

    
<name>
Example
 
GPX
 
Document
</name>

    
<trkseg>

      
<trkpt
 
lat=
"47.644548"
 
lon=
"-122.326897"
>

        
<ele>
4.46
</ele>

        
<time>
2009-10-17T18:37:26Z
</time>

      
</trkpt>

      
<trkpt
 
lat=
"47.644548"
 
lon=
"-122.326897"
>

        
<ele>
4.94
</ele>

        
<time>
2009-10-17T18:37:31Z
</time>

      
</trkpt>

      
<trkpt
 
lat=
"47.644548"
 
lon=
"-122.326897"
>

        
<ele>
6.87
</ele>

        
<time>
2009-10-17T18:37:34Z
</time>

      
</trkpt>

    
</trkseg>

  
</trk>

</gpx>

```